# Миранда Ричардсон
Миранда Ричардсон (енгл. Miranda Richardson) је британска глумица, рођена 3. марта 1958. године у Саутпорту (Енглеска).

## Филмографија
| Филмови             |                                        |               |                                             |                                                                           |
| Година              | Српски назив                           | Изворни назив | Улога                                       | Напомене                                                                  |
| 1987                | Царство сунца                          |               | госпођа Виктор                              |                                                                           |
| 1999                | Успавана долина                        |               | Мери ван Тасел                              | номинација - Награда Сатурн за најбољу споредну женску улогу (филм)       |
| 2000                | Ухвати Картера                         |               | Глорија Картер                              |                                                                           |
| 2000                | Кокошке у бекству                      |               | госпођа Твиди (глас)                        |                                                                           |
| 2002                | Сати                                   |               | Ванеса Бел                                  | номинација - Награда Удружења филмских глумаца за најбољу филмску поставу |
| 2005                | Хари Потер и ватрени пехар             |               | Рита Скитер                                 |                                                                           |
| 2010                | Хари Потер и реликвије Смрти: Први део |               | Рита Скитер                                 |                                                                           |
| Телевизијске серије |                                        |               |                                             |                                                                           |
| 1986                | Црна Гуја 2                            |               | краљица Елизабета I                         |                                                                           |
| 1987                | Црна Гуја 3                            |               | Ејми Хардвуд                                |                                                                           |
| 1988                | Божићна прича Црне Гује                |               | краљица Елизабета I / краљица Асфиксија XIX |                                                                           |
| 1989                | Црна Гуја 4                            |               | сестра Мери Флечер-Браун                    |                                                                           |
| 1998                | Мерлин                                 |               | Краљица Маб / Госпа од Језера               |                                                                           |
| 2006                | Мерлинов ученик                        |               | Госпа од Језера                             |                                                                           |
| 2012                | Крај параде                            |               | госпођа Воноп                               |                                                                           |